# Kościół św. Leonarda w Radomiu

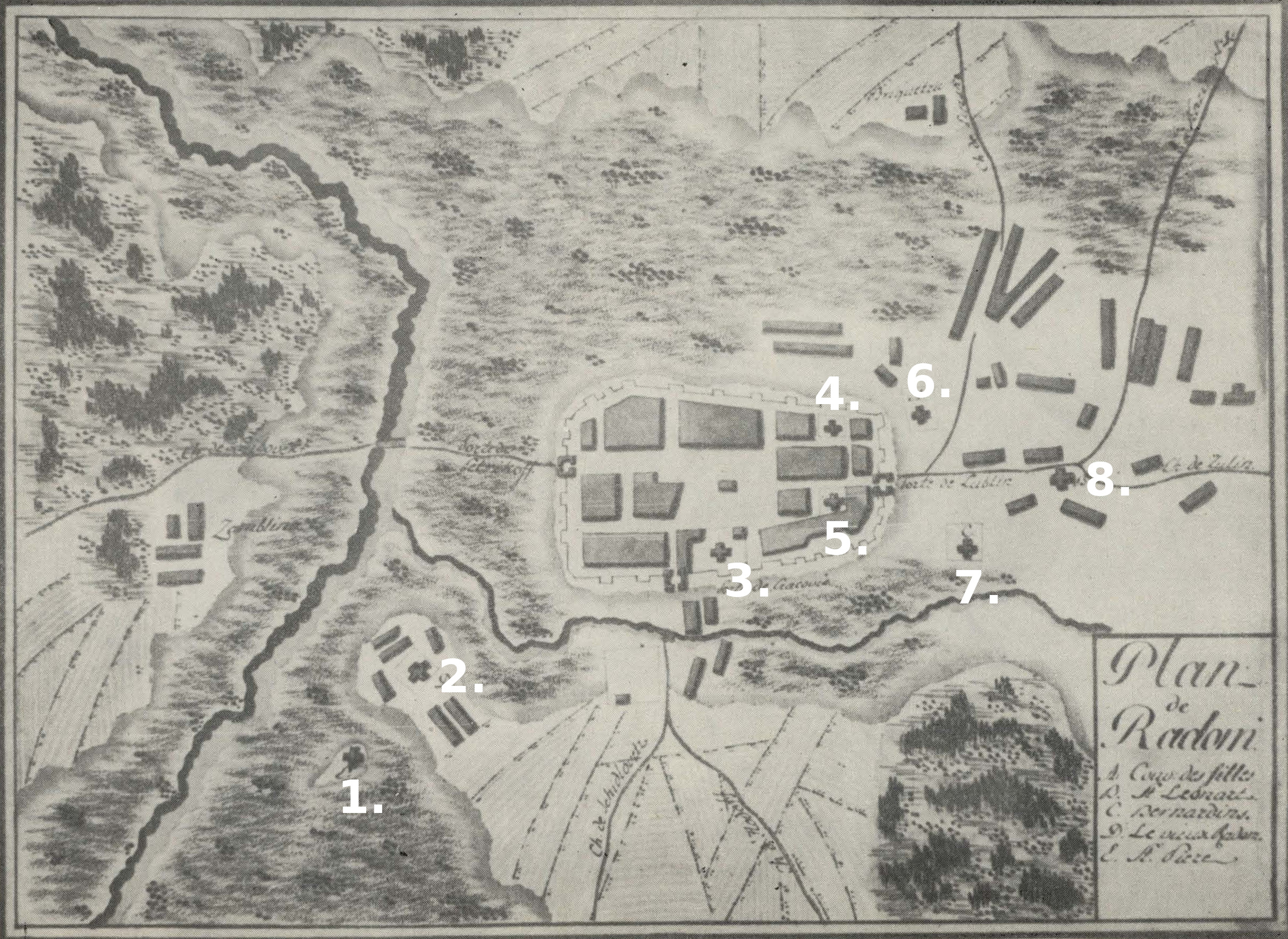
8. Kościół św. Leonarda na planie Radomia z XVIII w.

Kościół św. Leonarda w Radomiu – kościół katolicki istniejący w Radomiu do schyłku XVIII wieku.
Świątynia usytuowana była poza murami miejskimi przy trakcie lubelskim w pobliżu kościoła św. Katarzyny i klasztoru bernardynów. Był to niewielki, jednonawowy kościół zbudowany z drewna. Opiekę nad świątynią sprawował proboszcz parafii noworadomskiej. Kościół nie miał odrębnego funduszu i kapłana, więc w praktyce pełnił rolę kaplicy radomskiej fary. Przy kościele znajdował się niewielki cmentarz, funkcjonujący do schyłku XVIII wieku. W 1783 odnotowano przypadek pochówku szlachcica w przedsionku kościoła. Kościół został rozebrany w latach 90. XVIII wieku. Obecnie w miejscu kościoła i cmentarza znajduje się budynek szkoły i skwer.